# Sifarchaeia
„Candidatus Sifarchaeia“ (oder einfach „Sifarchaeia“, früher auch als Phylum „Ca. Sifarchaeota“) ist eine 2021 vorgeschlagene Klasse innerhalb des Phylums der Asgard-Archaeen.
Dieser und der ursprüngliche Vorschlag von Ibrahim Farag und Kollegen (2021) für die Gruppe als Phylum basieren auf Metagenomanalysen von Tiefsee-Sedimenten vor der Küste Costa Ricas (so genannte metagenome-assembled genomes, MAGs).
Die beiden gefundenen MAGs der „Sifarchaeia“ („Sifarchaeota“) kodieren für einen anaeroben Methylotrophie-Weg (vgl. Methylophilaceae unter den Bakterien), der die Nutzung von C1-C3-Verbindungen (Methanol und Methylamine) zur Synthese von Acetyl-CoA ermöglicht. Außerdem zeigten die MAGs im Vergleich zu anderen Asgard-Linien eine bemerkenswerte saccharolytische Fähigkeit und kodieren für verschiedene Klassen von kohlenhydrataktiven Enzymen (CAZyme), die auf verschiedene Mono-, Di- und Oligosaccharide abzielen.

## Systematik
Die hier wiedergegebene Systematik folgt der LPSN, ergänzt nach der Taxonomie des NCBI und der GTDB mit Stand 11. Juni 2025:
Klasse „Candidatus Sifarchaeia“ Sun et al. 2021 [früher als Phylum  „Ca. Sifarchaeota“]
- Ordnung „Ca. Sifarchaeales“ Sun et al. 2021
  - Familie  „Ca. Sifarchaeaceae“ Sun et al. 2021
    - Gattung „Ca. Sifarchaeum“ corrig. Farag et al. 2021 [„Ca. Sifarchaeotum“ Farag et al. 2021]
      - Spezies „Ca. Sifarchaeum marinarchaeum“ corrig. Farag et al. 2021 [„Ca. Sifarchaeotum marinoarchaea“ Farag et al. 2021] (in der GTDB zur Gattung Ca. Borrarchaeum), mit
        - Stamm bin 042 (LPSN) alias CR_Bin_042_1 (NCBI, GTDB)
– Fundort: Probe am 25. März 2011, genommen im Pazifik vor der Küste Costa Ricas.

      - Spezies „Ca. Sifarchaeum subterraneum“ corrig. Farag et al. 2021 [„Ca. Sifarchaeotum subterraneus“ Farag et al. 2021], mit
        - Stamm bin 142 (LPSN) alias CR_Bin_142 (GTDB, NCBI)
– Fundort: Probe am 25. März 2011, genommen im Pazifik vor der Küste Costa Ricas.

In der GTDB gehört die Kandidaten-Ordnung Borrachaeales ebenfalls zur Klasse Ca. Sifarchaeia – in der LPSN befindet sie sich in einer Schwesterklasse Ca. Borrarchaeia (innerhalb desselben Phylums):
?Klasse „Candidatus Borrarchaeia“ Liu et al. 2021
- Ordnung „Ca. Borrarchaeales“ Liu et al. 2021
  - Familie „Ca. Borrarchaeaceae“ Liu et al. 2021
    - Gattung „Ca. Borrarchaeaum“ Liu et al. 2021
      - Spezies „Ca. Borrarchaeum weybense“ Sun et al. 2021 [nach der GTDB inkl. Ca. Borrachaaeum sp. lw60_2018_gm2_56 (NCBI), Ca. Borrarchaeum sp. isolate LW55_7], mit
        - Stamm lw60_2018_gm2_56 (GTDB) und LW55_7 (GTDB)

      - Spezies „Ca. Borrarchaeum yapense“ corrig. Liu et al. 2021 [„Ca. Borrarchaeum yapensis“ Liu et al. 2021] (Börr), mit
        - Stamm As_181[10] (LPSN) alias As-181 (NCBI) oder Yap2000.bin9.141[10] (GTDB, NCBI)
– Fundort: Yapgraben, Westpazifik[A. 1] im Mai 2016
        - Stamm As_133 (Liu et al. 2020/2021)[10]

      - Spezies „Borrarchaeum marinoarchaea“ (GTDB, in der LPSN und beim NCBI zur Gattung Ca. Sifarchaeum), mit
        - Stamm CR_Bin_042_1 (GTDB,NCBI) alias bin 042 (LPSN)

      - Spezies „Borrarchaeum sp016840315“ (GTDB) [inkl. Ca. Borrarchaeota archaeon isolate Yap75.bin3.45 (NCBI), Ca. Borrarchaeota archaeon isolate CSMAG_2686 (NCBI)], mit
        - Stamm Yap75.bin3.45 (GTDB, NCBI) – Fundort: Yapgraben, Westpazifik[A. 1] im Mai 2016
        - Stamm CSMAG_2686 (GTDB)

Für den Stamm CR_Bin_042_1 alias bin 042 gibt es daher unterschiedliche Zuordnungen, was eine enge Verwandtschaft der Borr- und Sifarchaeen nahelegt.

## Phylogenie
Die herkömmliche Systematik nach Yang et al. (2020),, Williams et al.n (2019) und et al. (2017) unterteilt die Asgard-Archaeen in zwei Hauptkladen, um die Lokiarchaeen (Promethearchaeia) und um die Heimdallarchaeen („Ca. Heimdallarchaeia“), wobei letztere den Eukaryoten näher stehen.
Farag et al. (2021) haben dagegen Systematik der Asgard-Archaeen mit abweichender Topologie angegeben:
|  | \| \| Promethearchaeia (Lokiarchaeen) \| \| \| \| \| \| „Helarchaeota“ \| \| \| \| |
|  |                                                                                    |
|  | „Ca. Odinarchaeia“ („Ca. Odinarchaeota“)                                           |
|  |                                                                                    |
|  | Promethearchaeia (Lokiarchaeen)                                                    |
|  |                                                                                    |
|  | „Helarchaeota“                                                                     |
|  |                                                                                    |

|  | Promethearchaeia (Lokiarchaeen) |
|  |                                 |
|  | „Helarchaeota“                  |
|  |                                 |

|  | \| \| „Thorarchaeota“ \| \| \| \| \| \| „Ca. Sifarchaeia“ („Ca. Sifarchaeota“) \| \| \| \| |
|  |                                                                                            |
|  | „Ca. Heimdallarchaeia“ („Ca. Heimdallarchaeota“)                                           |
|  |                                                                                            |
|  | „Thorarchaeota“                                                                            |
|  |                                                                                            |
|  | „Ca. Sifarchaeia“ („Ca. Sifarchaeota“)                                                     |
|  |                                                                                            |

|  | „Thorarchaeota“                        |
|  |                                        |
|  | „Ca. Sifarchaeia“ („Ca. Sifarchaeota“) |
|  |                                        |

|  | \| \| Promethearchaeia (Lokiarchaeen) \| \| \| \| \| \| „Helarchaeota“ \| \| \| \| |
|  |                                                                                    |
|  | „Ca. Odinarchaeia“ („Ca. Odinarchaeota“)                                           |
|  |                                                                                    |
|  | Promethearchaeia (Lokiarchaeen)                                                    |
|  |                                                                                    |
|  | „Helarchaeota“                                                                     |
|  |                                                                                    |

|  | Promethearchaeia (Lokiarchaeen) |
|  |                                 |
|  | „Helarchaeota“                  |
|  |                                 |

|  | \| \| „Thorarchaeota“ \| \| \| \| \| \| „Ca. Sifarchaeia“ („Ca. Sifarchaeota“) \| \| \| \| |
|  |                                                                                            |
|  | „Ca. Heimdallarchaeia“ („Ca. Heimdallarchaeota“)                                           |
|  |                                                                                            |
|  | „Thorarchaeota“                                                                            |
|  |                                                                                            |
|  | „Ca. Sifarchaeia“ („Ca. Sifarchaeota“)                                                     |
|  |                                                                                            |

|  | „Thorarchaeota“                        |
|  |                                        |
|  | „Ca. Sifarchaeia“ („Ca. Sifarchaeota“) |
|  |                                        |

Die „Sifarchaeota“ erscheinen hier als Schwestertaxon der „Thorarchaeota“. Wesentlicher Unterschied zur herkömmlichen Systematik ist, dass die  „Thorarchaeota“ (zusammen mit den „Sifarchaeia“/„Sifarchaeota“) den „Heimdallarchaeia“/„Heimdallarchaeota“ nahestehen, näher als den Lokiarchaeen (und nicht umgekehrt).

## Etymologie
Der Begriff „Sifarchaeia“ (bzw. „Sifarchaeota“) leitet sich von der mythologischen Figur der Sif in der nordischen M<thologie ab, in Analogie zu den früher gefundenen nahestehenden Gruppen der Lokiarchaeen, Thorarchaeen und weiteren. Diese Namen (sowie der des diese Gruppen umfassenden Reiches der Asgard-Archaeen) sind inspiriert von der Nordischen Mythologie.
Der Befriff „Borrarchaeales“ (bzw. „Borrarchaeia“/„Borrachaeota“) leitet sich in derselben Weise ab von der mythologischen Figur des Börr oder Borr.